# Megaselia melanostola
Megaselia melanostola är en tvåvingeart som beskrevs av Schmitz 1942. Megaselia melanostola ingår i släktet Megaselia och familjen puckelflugor. Arten är reproducerande i Sverige. Inga underarter finns listade i Catalogue of Life.